# 利納爾峰
46°47′56″N 10°04′17″E / 46.79889°N 10.07139°E

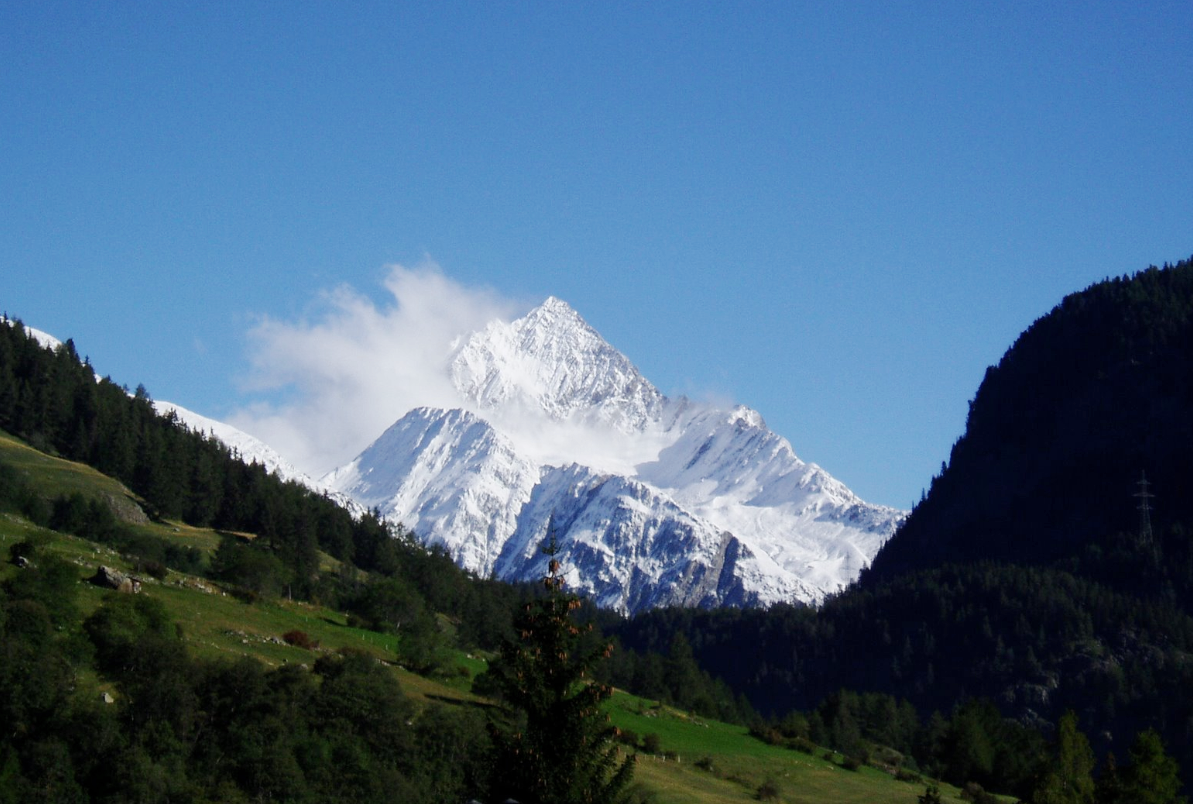

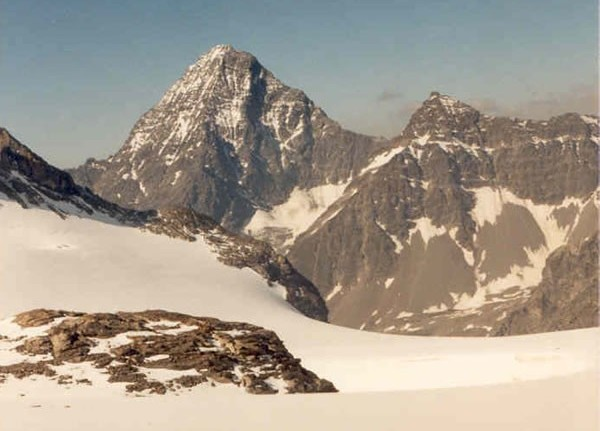

利納爾峰（Piz Linard），是瑞士的山峰，位於該國東南部，由格勞賓登州負責管轄，屬於錫爾夫雷塔阿爾卑斯山脈的一部分，海拔高度3,410米，人類在1835年8月1日首次登上該山峰。